# Вадачкория, Соломон Иванович
Соломон Иванович Вадачкория (груз. სოლომონ ივანეს ძე ვადაჭკორია, 1880, Чанчати, Ланчхутский муниципалитет — 1928, Берлин) — грузинский политик, член Учредительного собрания Грузии.

## Биография
Родился в крестьянской семье. Окончил начальную сельскую школу. С детства работал учеником в типографии в Тифлисе, затем печатником.
С 1897 года стал участвовать в работе социал-демократических кружков. В 1898 году вступил в Российскую социал-демократическую партию, был знаком с Ладо Кецховели. Был руководителем организации типографских работников.
В конце 1901 года избран в Тифлисский комитет РСДРП, где проработал до конца 1902 года. В июле 1903 года был арестован и три месяца отсидел в тюрьме Метехи. С 1905 года примыкал к меньшевикам.
В августе 1905 года был арестован во время демонстрации у здание городского совета и провёл в тюрьме полтора месяца. В конце 1905 года его снова арестовали на четыре месяца.
В 1906 году был выдвинут кандидатом на выборах в Государственную Думу.
В феврале 1908 года был приговорён военным судом к четырём годам лишения свободы. После окончания срока выслан в Сибирь, откуда через полтора года ему удалось бежать за границу. С 1914 по 1915 год жил в Константинополе, работал строителем. В 1915 году переехал в Берлин, работал печатником.
Вернувшись в Грузию в мае 1918 года, работал типографом в Тифлисе. В 1918 году избран членом парламента Демократической Республики Грузии. В 1919 году он стал членом Учредительного собрания Грузии вместо умершего другого члена социал-демократической партии. В 1920 году, после пересчета результатов выборов, был исключен из членов Учредительного собрания, поскольку количество мандатов социал-демократической партии были сокращены. Работал помощником начальника типографии.
Остался в Грузии после советизации в 1921 году и присоединился к движению сопротивления новой власти. Был арестован 21 мая, провёл два месяца в тюрьме. После освобождения в ноябре 1921 года нелегально жил в Тифлисе до 1923 года. Организатор нелегальных типографий, активно сотрудничал с Ноем Хомерики. В начале 1923 года отправился в Батуми, чтобы нелегально выехать с семьей в Германию, однако осуществить свой замысел не смог. Был членом «рабочей комиссии», созданной советским режимом для самоликвидации социал-демократической партии Грузии. В 1925 году ему снова было отказано в визе для выезда за границу, но ему удалось выехать нелегально.